# Ribaldeira
Ribaldeira foi um julgado com sede na actual freguesia de Dois Portos, no município de Torres Vedras. Era constituído pelas freguesias de Carmões e de Dois Portos. Tinha, em 1801, 3 390 habitantes e, em 1849, 3 612. Foi extinto em 1855 e integrado no concelho de Torres Vedras.